# Punctoribates sphaericus
Punctoribates sphaericus är en kvalsterart som beskrevs av Shaldybina 1987. Punctoribates sphaericus ingår i släktet Punctoribates, och familjen Punctoribatidae. Inga underarter finns listade.